# Stormzy
Stormzy, pseudonimo di Michael Ebenazer Kwadjo Omari Owuo Jr. (Croydon, 26 luglio 1993), è un rapper britannico.
Esponente di rilievo della scena underground britannica dal 2014, è diventato il primo artista grime a debuttare alla prima posizione con entrambi i suoi primi due album in studio pubblicati. Il disco d'esordio, Gang Signs & Prayer (2017), è stato premiato come album britannico dell'anno ai BRIT Awards 2018, mentre il successivo Heavy Is the Head (2019) ha confermato il successo dell'artista grazie ai singoli Vossi Bop e Own It, i quali hanno entrambi raggiunto la vetta in madrepatria.
Grazie alle numerose collaborazioni, tra cui con i Linkin Park, Ed Sheeran, Little Mix, Tinie Tempah e Kehlani, Stormzy ha venduto oltre dieci milioni di copie tra singoli e album nel Regno Unito, ricevendo attenzione dalle principali premiazioni con candidature e riconoscimenti internazionali, tra cui quattro BRIT Award, un MTV Europe Music Awards, due BET Awards e sei MOBO Awards.

## Biografia
Originario di South Norwood, distretto di South London facente parte del borgo londinese di Croydon, Stormzy ha origini ghanesi da parte di madre.
La sua carriera musicale ha avuto inizio nel luglio 2014, quando ha pubblicato in maniera indipendente l'EP di debutto Dreamers Disease. Nell'ottobre dello stesso anno ha vinto il MOBO Awards nella categoria di miglior artista grime, ripetendosi anche nel 2015. Nel novembre 2014 ha collaborato con Chip per il brano I'm Fine insieme a Shalo.
Nel marzo 2015 pubblica il singolo Know Me From e nello stesso anno è giunto al terzo posto nell'annuale proposta effettuata da Sound of.... L'11 settembre 2015 ha pubblicato il singolo WickedSkengMan 4, entrato nella storia per essere il primo brano freestyle ad entrare nelle prime quaranta posizioni della Official Singles Chart. Anche la b-side del singolo, intitolata Shut Up, ha avuto un buon successo nel Regno Unito ed è stata eseguita da Stormzy durante l'incontro di pugilato tra Anthony Joshua e Dillian Whyte.
Il 2 settembre 2016 il rapper ha pubblicato contemporaneamente per il download digitale quattro singoli: Standard, Scary, One Take Freestyle e Birthday Girl.
Nel febbraio 2017 ha pubblicato l'album di debutto Gang Signs & Prayer, anticipato dal videoclip del brano Big for Your Boots e promosso a marzo da quello per il brano Cold. L'album, che vede la partecipazione di Lily Allen, Kehlani e altri artisti, raggiunge la vetta della Official Albums Chart, divenendo il primo album grime a raggiungere tale posizione. Il disco è stato inoltre selezionato tra i finalisti del prestigioso Premio Mercury, ed è premiato come album dell'anno nell'ambito dei BRIT Awards 2018, cerimonia durante la quale Stormzy ha anche ritirato il premio come artista solista maschile britannico.
Sempre nel 2017 ha collaborato con le Little Mix al singolo Power, incluso nella Platinum Edition dell'album Glory Days, con i Linkin Park e Pusha T al singolo Good Goodbye, presente in One More Light, e con Jon Bellion al remix del singolo del 2016 All Time Low.
Nel 2019 pubblica il secondo album Heavy Is the Head, promosso dai singoli di successo internazionale Vossi Bop e Own It, quest'ultimo in collaborazione con il connazionale Ed Sheeran. Sempre con Sheeran nello stesso anno, Stormzy partecipa vocalmente al singolo Take Me Back to London. Tutti e tre i singoli hanno raggiunto il primo posto della classifica dei singoli britannica. Per promuovere l'album Stormzy ha intrapreso l'Heavy Is the Head World Tour, sua prima tournée a livello mondiale, svoltosi nel 2020 e nel 2022.

## Discografia

### Album in studio
- 2017 – Gang Signs & Prayer
- 2019 – Heavy Is the Head
- 2022 – This Is What I Mean

### EP
- 2014 – Dreamers Disease

### Singoli
Come artista principale
- 2014 – Not That Deep
- 2015 – Know Me From
- 2015 – WickedSkengMan 4
- 2015 – Dude (con Lethal Bizzle)
- 2016 – Standard
- 2016 – Scary
- 2016 – One Take Freestyle
- 2016 – Birthday Girl
- 2017 – 5ive (con Solo 45)
- 2017 – Blinded by Your Grace, Pt. 2 (feat. MNEK)
- 2019 – Vossi Bop
- 2019 – Crown
- 2019 – Sounds of the Skeng
- 2019 – Wiley Flow
- 2019 – Own It (feat. Ed Sheeran e Burna Boy)
- 2020 – Disappointed
- 2020 – Still Disappointed
- 2020 – Flavour (feat. Loski)
- 2022 – Mel Made Me Do It
- 2022 – Hide & Seek
- 2023 – The Weekend (con Raye)
- 2024 – Problems over Peace (con AP Dhillon)

Come artista ospite
- 2014 – I'm Fine (Chip feat. Stormzy & Shalo)
- 2015 – Trackerz (The HeavyTrackerz feat. P Money, Newham Generals, Stormzy, Big Narstie, Flirta D, Young Teflon e Desperado)
- 2015 – Dead Body Part 2 + 3 (Little Simz feat. Stormzy e Kano)
- 2016 – Living Life (Timbo feat. Stormzy)
- 2016 – Aldrig Igen (må sådär) (Cherrie feat. Stormzy)
- 2016 – My Hood (Ray BLK feat. Stormzy)
- 2016 – Subway Art Pt. 2 (Tish Hyman feat. Stormzy)
- 2017 – Blessings (Harvey feat. Stormzy e Ashley Walters)
- 2017 – Energy (Avelino feat. Stormzy e Skepta)
- 2017 – Good Goodbye (Linkin Park feat. Pusha T e Stormzy)
- 2017 – Power (Little Mix feat. Stormzy)
- 2018 – Let Me Down (Jorja Smith feat. Stormzy)
- 2019 – Take Me Back to London (Ed Sheeran feat. Stormzy)
- 2020 – Ain't It Different (Headie One feat. AJ Tracey e Stormzy)
- 2021 – Skengman (Ghetts feat. Stormzy)
- 2021 – Clash (Dave feat. Stormzy)

## Tournée
- 2017 – Gang Signs & Prayers Tour
- 2020/22 – Heavy Is the Head World Tour